# Nové Smrkovice
Nové Smrkovice jsou malá vesnice, část obce Ostroměř v okrese Jičín. Nachází se asi 1,5 km na jih od Ostroměře. V roce 2009 zde bylo evidováno 30 adres. V roce 2001 zde trvale žilo 23 obyvatel.
Nové Smrkovice jsou také název katastrálního území o rozloze 2,11 km2.

## Historie
První písemná zmínka o obci pochází z roku 1347. Zástavba vsi je od roku 1995 chráněna v rámci vesnické památkové zóny.

## Pamětihodnosti
- Socha sv. Jana Nepomuckého